# Yuri Golfand
Yuri Abramovich Golfand (en ruso: Ю́рий Абра́мович Го́льфанд; 10 de enero de 1922-17 de febrero de 1994) fue un físico ruso-israelí conocido, en particular, por su artículo de 1971 (junto con su alumno Evgeny Likhtman) en el que propusieron la supersimetría entre partículas bosónicas y fermiónicas mediante la ampliación del álgebra de Poincaré con generadores de espinores anticonmutados. El álgebra que construyeron también se llama Álgebra de Poincaré. En el mismo artículo presentaron la primera teoría de campo gauge supersimétrica de cuatro dimensiones -electrodinámica cuántica supersimétrica con el término de masa de los campos fotón/fotino, más dos supermultiplos de materia quirales (para una versión más detallada véase el volumen conmemorativo de Tamm citado más abajo; la traducción al inglés se presenta en Shifman 2000.).

## Biografía
Yuri Golfand se doctoró en matemáticas (1947) en la Universidad Estatal de Leningrado; desde 1951 hasta 1973 y en 1980 - 1990 en el Instituto de Física Lebedev de Moscú.
Yuri Golfand fue también un Refusenik. Fue despedido de su trabajo en el Instituto de Física Lebedev en 1973, dos años después de publicar su trabajo sobre la supersimetría. Tras 18 años de espera, obtuvo permiso para abandonar la Unión Soviética y emigró a Israel en 1990, donde trabajó en el Technion de Haifa y murió en 1994.
Para una biografía completa, véase el ensayo de B. Eskin en el libro "Physics in a Mad World" citado más abajo.